# Burrn!
Burrn! (バーン), stylisé BURRN!, est un magazine mensuel japonais, centré sur les scènes occidentales du heavy metal et hard rock, en circulation depuis 1983. Il est distribué par Shinko Music, à Tokyo, depuis 2013. Le contenu est écrit en japonais, mais les couvertures sont principalement en anglais.

## Histoire
Burrn! est lancé le 5 septembre 1984, comme premier magazine spécialisé dans le heavy metal au Japon. La couverture du premier numéro voit paraître Ozzy Osbourne et Jake E. Lee. Il est édité par le critique musical Yasushi Sakai, ancien rédacteur en chef adjoint de Music Life.
Même s'il traite généralement du heavy metal local et international, puisqu'il prend l'apparence d'un magazine occidental, le magazine met en avant les groupes et musiciens japonais en couverture même après 30 ans de service ; en janvier 2016, c'est Akira Takasaki du groupe Loudness qui fait la couverture. Depuis la première moitié des années 1990, la publication et l'édition sont confiées à Baan Corporation. L'édition de novembre 2013, cependant, est publié par Shinko Music.

## Burrn! Japan
Burrn! Japan, stylisé BURRN! JAPAN est une édition à part publiée en six volets, entre 1987 et 1990. Il revient pour la première fois en 26 ans, le 21 novembre 2016. Le lendemain, le 22 novembre, un événement de conversation commémorative de retour aura lieu.

## Metallion
Metallion est un numéro spécial de Burrn!. En 1986, la couverture de cette édition comprend Iron Maiden. Le dernier volet de cette édition spéciale, le sixième volet du genre, est publié en février 1999.